# Suvaja (Blace)
Suvaja (Servisch cyrillisch Суваја) is een plaats in de Servische gemeente Blace. De plaats telt 89 inwoners (2002).